# Coenocorypha huegeli
Il beccaccino delle Snares (Coenocorypha huegeli, Tristram, 1893), chiamato anche tutukiwi in lingua māori, è un uccello della famiglia degli Scolopacidi, un tempo considerato una sottospecie di Coenocorypha aucklandica.

## Etimologia
Deve il suo nome al reverendo Henry Baker Tristram, che per primo lo descrisse come Gallinago huegeli, in onore del naturalista austriaco Anatole von Hügel. Il nome maori "tutukiwi", che può essere usato per definire anche altre specie del genere Coenocorypha, allude alla somiglianza che vi è tra l'aspetto e il comportamento di questi uccelli e quelli di un kiwi in miniatura.

## Descrizione
Il beccaccino delle Snares è un tozzo trampoliere con colorazione criptica costituita da strisce e macchie in varie tonalità del marrone che vanno dal marroncino-giallastro al marrone scuro quasi nero. Possiede un lungo becco, mentre il collo e la coda sono piuttosto corti. Le penne esterne della coda sono più lunghe e rigide delle altre; questa modificazione produce durante il volo un suono caratteristico.

Non vi è un accentuato dimorfismo sessuale, sebbene le femmine siano leggermente più grandi dei maschi: il peso è di circa 116 g per le femmine contro i circa 101 g dei maschi, mentre la lunghezza (becco compreso) è di circa 22 cm. Le femmine inoltre hanno le zampe di un colore tendente al verde oliva invece che al giallo, che è invece il colore delle zampe dei maschi, e hanno delle chiazze nei bordi interni delle penne copritrici primarie, a differenza dei maschi che non le hanno. I maschi hanno inoltre delle marcature dorsali leggermente più accentuate. Gli individui giovani hanno una colorazione più spenta rispetto a quella degli adulti.
Sebbene non sia sempre facile distinguere i maschi dalle femmine in base ad uno solo di questi fattori, con la combinazione di essi si riesce ad assegnare al giusto sesso e alla giusta fascia d'età gli individui osservati.
È possibile distinguere questa specie da altre simili grazie alla sua parte inferiore, che in questo caso è striata in tutta la sua lunghezza, e al colore generale del piumaggio, che tende a tonalità più rossastre rispetto a quello delle altre specie.

## Distribuzione e habitat
La specie è endemica delle Isole Snares (in maori Tini Heke), un piccolo arcipelago distante circa 200 km a sud dell'Isola del Sud, nella parte subantartica della Nuova Zelanda. Tali isole, bagnate esclusivamente dall'Oceano antartico, hanno un'estensione di circa 3,5 chilometri quadrati. Il beccaccino si riproduce sulle isole di Broughton e di Nordest, ed è stato introdotto anche sull'isola di Patauhinu. Il suo habitat sono le pianure umide ricche di piante del genere Olearia e Brachyglottis, ove sono presenti anche uno strato di ciuffi di erbe del genere Carex che formano una sorta di tappeto, e felci come Polystichum vestitum.

## Biologia

### Alimentazione
Il beccaccino delle Snares si nutre di una certa varietà di piccoli invertebrati tra cui anellidi, crostacei anfipodi, ragni e insetti, che catturano sondando il terreno e la lettiera con il lungo becco.

### Riproduzione
La maggior parte dei beccaccini è monogama, ossia forma coppie che restano stabili per tutta la durata della vita. Ad ogni coppia in genere corrisponde un territorio di cova, ed entrambi i genitori si prendono cura delle uova (di solito due), che vengono deposte in un nido nascosto nella folta vegetazione del suolo. Al momento della schiusa i piccoli pesano circa 14-18 g e sono precoci e nidifughi. Il maschio cura e controlla il primo piccolo che esce dal nido, la femmina fa lo stesso con il secondo. I piccoli rimangono con i genitori all'incirca per otto settimane, e vengono nutriti da essi per le prime due. A circa un mese di vita sono in grado di volare.

## Conservazione
In tutto la popolazione di Coenocorypha huegeli è stimata essere poco superiore alle 400 coppie. Nel 2005 30 esemplari sono stati trasferiti sull'Isola di Nordest, sempre facente parte dell'arcipelago delle Snares, mentre altri sono stati trasferiti sull'isola di Patauhinu, nelle Isole Titi, non lontano dall'Isola di Stewart. Questi trasferimenti sono stati compiuti con l'intento di salvare almeno una parte della popolazione dei beccaccini nell'eventualità di un'accidentale introduzione di predatori alloctoni nella loro isola originaria.